# Хойната
Хойната (пол. Chojnata) — село в Польщі, у гміні Ковеси Скерневицького повіту Лодзинського воєводства.
Населення — 89 осіб (2011).

## Демографія
Демографічна структура станом на 31 березня 2011 року:
|          | Загалом | Допрацездатний вік | Працездатний вік | Постпрацездатний вік |
| -------- | ------- | ------------------ | ---------------- | -------------------- |
| Чоловіки | 45      | 8                  | 29               | 8                    |
| Жінки    | 44      | 5                  | 29               | 10                   |
| Разом    | 89      | 13                 | 58               | 18                   |